# برنامه توسعه سیستم پرتابگر قابل استفاده مجدد اسپیس‌اکس

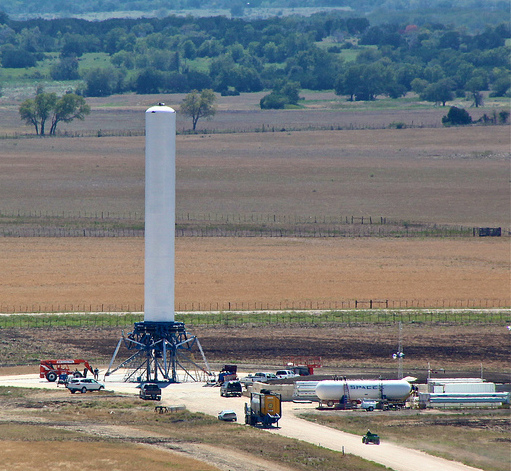
گرَس هاپر نسخه ۱٬.۰ در سپتامبر ۲۰۱۲

برنامه توسعه سیستم پرتابگر قابل استفاده مجدد اسپیس‌اکس (به انگلیسی: SpaceX reusable launch system development program) یک برنامه با سرمایه خصوصی برای توسعه مجموعه‌ای از تکنولوژی‌های جدید برای ساخت یک پرتابگر مداری است تا به دفعات زیاد مانند یک هواگرد قابل استفاده مجدد باشد.
برای بیش از چند سال شرکت اسپیس‌اکس در حال توسعه تکنولوژی‌هایی برای تسهیل استفاده مجدد کامل و سریع از موشک‌های فضایی است.
تکنولوژی سیستم پرتابگر قابل استفاده مجدد برای خانواده موشکی فالکن در دست توسعه نیست.